# El hombre que ríe (historieta)
Batman: The Man Who Laughs es un cómic ambientado en el universo de Batman. Fue escrita por Ed Brubaker y dibujada por Doug Mahnke, y fue publicada por DC Comics en 2005. La historia narra la primera aparición del supervillano Joker ante Gotham y su primer enfrentamiento con Batman.
El título del cómic está evidentemente basado en la película "El hombre que ríe" (1928), en la cual aparece un personaje caracterizado por el actor Conrad Veidt y que fue la inspiración de Bill Finger y Bob Kane para dar la apariencia física definitiva del Joker.
La historia de Ed Brubaker comienza con una serie de estrafalarios y atroces asesinatos a varios personajes célebres de Gotham que llaman la atención de Batman, llevándole por primera vez a un cara a cara con su más mortífero y desequilibrado enemigo.
El cómic repite las principales ideas de cómics clásicos como Batman contra el Joker (Batman N.º 1, 1940) y El Hombre tras la Capucha Roja (Detective Comics # 168, 1951), ambas escritas por Bill Finger.
Este cómic toma al Joker original y busca convertirse en la actualización, y versión definitiva, de la primera aparición del Joker ante Gotham City y, por lo mismo, su primer enfrentamiento con el hombre murciélago.
Entre la recepción crítica de esta obra, destaca la de Hilary Goldstein del sitio web IGN, quien ubicó a este cómic en su lista de Las 25 Mejores Novelas Gráficas de Batman.
En español ha sido publicada por Editorial Planeta DeAgostini de España, en su colección denominada "Batman:Arkham #1 Joker", por Editorial El Clarín de Argentina, en su colección denominada "Batman, La Historia y La Leyenda", siendo traducida como "El Hombre Que Ríe" y en Perú por Peru 21.
En Chile se ha publicado en el 2016 por Unlimited Comics en una colección de 9 cómics clásicos de Batman.